# Konstantin Poltrum
Konstantin Poltrum (*  20. Februar 1994 in Friedberg) ist ein deutscher Handballtorwart.

## Karriere
Poltrum gehörte ab 2013 zum Kader des TV Hüttenberg in der 2. Handball-Bundesliga. Nach dem Abstieg 2015 wechselte er zum Drittligisten HSG Konstanz. Bereits im ersten Jahr gelang der Aufstieg in die zweithöchste deutsche Spielklasse. Im Jahr 2018 ging Poltrum zum HSC 2000 Coburg, mit dem er 2020 in die Handball-Bundesliga aufstieg. In der Saison 2020/21 wehrte er mit 26 Siebenmetern in 36 Spielen die meisten unter allen Bundesliga-Torhütern ab. Zur Saison 2021/22 wechselte er zur SG BBM Bietigheim. Nach der Saison 2022/23 verließ er den Verein. Im Dezember 2023 unterschrieb er einen Vertrag bei der HSG Konstanz. Mit der HSG Konstanz stieg er 2024 in die 2. Bundesliga auf.
Bei der U-19-Handball-Weltmeisterschaft 2013 gewann Poltrum mit dem deutschen Team die Bronzemedaille. Im Spiel um Platz 3 gegen Spanien zeigte er mit sieben Paraden bei neun Würfen eine starke Leistung.